# Kaiserreich China

Kaiserreich China zur Zeit der Qing-Dynastie, 1820

Das Kaiserreich China wurde 221 v. Chr. von Kaiser Qin Shihuangdi gegründet. Er bildete es aus den bis dahin in China existierenden „streitenden“ Königreichen, die er nach und nach erobert hatte. In seiner langen Geschichte zerfiel das Kaiserreich mehrfach in zeitweise zahlreiche Teilstaaten, durchlebte zahlreiche dynastische Wechsel und wurde dreimal wiedervereinigt: im Jahr 280 von der Jin-Dynastie, im Jahr 589 von der Sui-Dynastie und im Jahr 1279 von der mongolischen Yuan-Dynastie.
China wurde (mit Unterbrechungen) 2132 Jahre von Kaisern regiert, bis zur Ausrufung der chinesischen Republik durch Sun Yat-sen am 1. Januar 1912; der letzte Kaiser Aisin Gioro Puyi dankte am 12. Februar 1912 ab. Yuan Shikai, der erste Präsident der Republik China, machte sich 1915 selbst zum „Kaiser von China“. Dieses schon 1916 wieder abgeschaffte „Kaiserreich“ und spätere Restaurationsversuche sind geschichtlich von geringer Bedeutung.
Die zum Teil mythischen Herrscher der Frühzeit (siehe chinesische Mythologie) sind in die Geschichtsschreibung mit eingegangen und werden vor allem in westlichen Darstellungen zuweilen als „Ur-Kaiser“ bezeichnet (chinesisch teils als huang, 皇, teils als di, 帝). Im engeren historischen Sinn waren es keine Kaiser (huangdi, 皇帝). Die Herrscher der vorkaiserlichen Zhou-Dynastie gelten als Könige (wang, 王).

## Traditionelle Chronologie der Herrscherdynastien
In der chinesischen Geschichte gab es verschiedene Dynastien. Die zum Teil mythologischen „Dynastien“ vor der Entstehung Chinas als Einheitsstaat – also genau genommen vor Gründung des chinesischen Kaiserreichs – waren:
| Dynastie                                                | Dynastie                                                | Dynastie                                                | 中文 1          | Pinyin          | Zeitspanne            | Herrscher      |
| ------------------------------------------------------- | ------------------------------------------------------- | ------------------------------------------------------- | --------------- | --------------- | --------------------- | -------------- |
| Die Drei Erhabenen und die Fünf Urkaiser (legendenhaft) | Die Drei Erhabenen und die Fünf Urkaiser (legendenhaft) | Die Drei Erhabenen und die Fünf Urkaiser (legendenhaft) | 三皇五帝        | Sān Huáng Wǔ Dì | ?–2184 v. Chr.        | Herrscherliste |
| Xia-Dynastie (legendenhaft)                             | Xia-Dynastie (legendenhaft)                             | Xia-Dynastie (legendenhaft)                             | 夏朝            | Xìa Cháo        | ca. 2200–1800 v. Chr. | Herrscherliste |
| Shang-Dynastie (erste historisch belegbare Dynastie)    | Shang-Dynastie (erste historisch belegbare Dynastie)    | Shang-Dynastie (erste historisch belegbare Dynastie)    | 商朝            | Shāng Cháo      | ca. 1800–1100 v. Chr. | Herrscherliste |
| Zhou-Dynastie                                           | Zhou-Dynastie                                           | Zhou-Dynastie                                           | 周朝            | Zhōu Cháo       |                       |                |
|                                                         | Westliche Zhou-Dynastie                                 | Westliche Zhou-Dynastie                                 | 西周            | Xī Zhōu         | 1122/1045–770 v. Chr. | Herrscherliste |
| Östliche Zhou-Dynastie                                  | Östliche Zhou-Dynastie                                  | 東周                                                    | Dōng Zhōu       | 770–256 v. Chr. | Herrscherliste        |                |
|                                                         | Zeit der Frühlings- und Herbstannalen                   | 春秋時代                                                | Chūnqiū Shídài  | 722–481 v. Chr. | Herrscherliste        |                |
| Zeit der Streitenden Reiche                             | 戰國時代                                                | Zhànguó Shídài                                          | 475–221 v. Chr. |                 | Herrscherliste        |                |

Die Dynastien des Kaiserreichs China, das 221 v. Chr. vom Herrscher des damaligen Königreichs Qin (秦國) gegründet wurde und erstmals das ganze Reich vereinigte, waren:
| Dynastie                         | Dynastie                         | 中文 1   | Pinyin       | Zeitspanne              | Herrscher      |
| -------------------------------- | -------------------------------- | -------- | ------------ | ----------------------- | -------------- |
| Qin-Dynastie                     | Qin-Dynastie                     | 秦朝     | Qín Cháo     | 221–207 v. Chr.         | Herrscherliste |
| Han-Dynastie                     | Han-Dynastie                     | 漢朝     | Hàn Cháo     | 206 v. Chr.–220 n. Chr. | Herrscherliste |
|                                  | Westliche Han-Dynastie           | 西漢     | Xī Hàn       | 206 v. Chr.–9 n. Chr.   | Herrscherliste |
| Xin-Dynastie (Interregnum)       | 新朝                             | Xīn Cháo | 9–23         |                         | Herrscherliste |
| Östliche Han-Dynastie            | 東漢                             | Dōng Hàn | 23–220       |                         | Herrscherliste |
| Zeit der Drei Reiche             | Zeit der Drei Reiche             | 三國     | Sān Guó      | 220–280                 | 220–280        |
|                                  | Wei                              | 魏       | Wèi          | 220–265                 | Herrscherliste |
| Shu Han                          | 蜀漢                             | Shǔ Hàn  | 221–263      | Herrscherliste          |                |
| Wu                               | 吳                               | Wú       | 221–280      | Herrscherliste          |                |
| Jin-Dynastie                     | Jin-Dynastie                     | 晉朝     | Jìn Cháo     | 265–420                 | Herrscherliste |
|                                  | Westliche Jin-Dynastie           | 西晉     | Xījìn        | 265–316                 | Herrscherliste |
| Östliche Jin-Dynastie            | 東晉                             | Dōngjìn  | 317–420      |                         | Herrscherliste |
| Sechzehn Reiche                  | Sechzehn Reiche                  | 十六國   | Shíliù Guó   | 304–439                 | siehe unten 2  |
| Südliche und Nördliche Dynastien | Südliche und Nördliche Dynastien | 南北朝   | Nán Běi Cháo | 420–581                 | 420–581        |
|                                  | Frühere Song                     | 劉宋     | Liú Sòng     | 420–479                 | Herrscherliste |
| Südliche Qi                      | 南齊                             | Nán Qí   | 479–502      | Herrscherliste          |                |
| Liang                            | 梁                               | Liáng    | 502–557      | Herrscherliste          |                |
| Chen                             | 陳                               | Chén     | 557–589      | Herrscherliste          |                |
| Nördliche Wei                    | 北魏                             | Běi Wèi  | 385–535      | Herrscherliste          |                |
| Östliche Wei                     | 東魏                             | Dōng Wèi | 534–550      | Herrscherliste          |                |
| Westliche Wei                    | 西魏                             | Xī Wèi   | 535–556      | Herrscherliste          |                |
| Nördliche Qi                     | 北齊                             | Běi Qí   | 550–577      | Herrscherliste          |                |
| Nördliche Zhou                   | 北周                             | Běi Zhōu | 557–581      | Herrscherliste          |                |
| Sui-Dynastie                     | Sui-Dynastie                     | 隋朝     | Suí Cháo     | 581–618                 | Herrscherliste |
| Tang-Dynastie 3                  | Tang-Dynastie 3                  | 唐朝     | Táng Cháo    | 618–907                 | Herrscherliste |
| Fünf Dynastien und Zehn Reiche   | Fünf Dynastien und Zehn Reiche   | 五代十國 | Wǔdài Shíguó | 907–979                 | Herrscherliste |
| Liao-Dynastie                    | Liao-Dynastie                    | 遼朝     | Liáo Cháo    | 916–1125                | Herrscherliste |
| Song-Dynastie                    | Song-Dynastie                    | 宋朝     | Sòng Cháo    | 960–1279                | Herrscherliste |
|                                  | Nördliche Song                   | 北宋     | Běi Sòng     | 960–1127                | Herrscherliste |
| Südliche Song                    | 南宋                             | Nán Sòng | 1127–1279    |                         | Herrscherliste |
| Jin-Dynastie                     | 金朝                             | Jīn Cháo | 1125–1234    | Herrscherliste          |                |
| Westliche Xia-Dynastie           | 西夏                             | Xī Xià   | 1038–1227    | Herrscherliste          |                |
| Yuan-Dynastie                    | Yuan-Dynastie                    | 元朝     | Yuán Cháo    | 1279–1368               | Herrscherliste |
| Ming-Dynastie                    | Ming-Dynastie                    | 明朝     | Míng Cháo    | 1368–1644               | Herrscherliste |
| Qing-Dynastie                    | Qing-Dynastie                    | 清朝     | Qīng Cháo    | 1644–1912               | Herrscherliste |

- Han-Zhao (漢趙,  Hàn Zhào, 304–329)
- Cheng-Han (成漢,  Chéng Hàn, 306–347)
- Spätere Zhao (後趙,  Hòu Zhào, 319–351)
- Frühere Liang (前凉,  Qián Liáng, 314(?)–376)
- Frühere Yan (前燕,  Qián Yàn, 337–370)
- Frühere Qin (前秦,  Qián Qín, 350–304)
- Spätere Qin (後秦,  Hòu Qín, 384–417)
- Spätere Yan (後燕,  Hòu Yàn, 384–409)
- Westliche Qin (西秦,  Xī Qín, 385–431)
- Spätere Liang (後梁,  Hòu Liáng, 386–403)
- Südliche Liang (南凉,  Nán Liáng)
- Südliche Yan (南燕,  Nán Yàn)
- Westliche Liang (西凉,  Xī Liáng, 400–421)
- Nördliche Liang (北凉,  Běi Liáng, 397–439/460)
- Xia (夏,  Xià, 407–431)
- Nördliche Yan (北燕,  Běi Yàn, 407–436)

## Restaurationsversuche

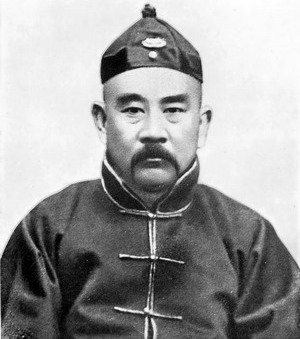
General Zhang Xun versuchte 1917 in Peking, die Monarchie wiederzuerrichten

In der ersten Hälfte des 20. Jahrhunderts gab es mehrere Versuche, die Monarchie in China zu restaurieren:
- 1915–1916 proklamierte Yuan Shikai sich selbst zum Kaiser der Hongxian-Dynastie.
- Im Juli 1917 wurde im Rahmen der Kämpfe zwischen den Nördlichen Kriegsherren der Beiyang-Armee der letzte Mandschu-Kaiser Puyi nochmals für zwei Wochen als Kaiser eingesetzt.
- 1921 bemühten sich die in die Mongolei und die Mandschurei geflohenen „weißen“ russischen Generäle Grigori Michailowitsch Semjonow und Roman von Ungern-Sternberg um die Wiedererrichtung sowohl der russischen als auch der chinesischen Monarchie.
- 1928 soll der Warlord Zhang Zuolin seine eigene Krönung vorbereitet haben (so Anmerkungen in Puyis Autobiographie), fiel aber einem japanischen Attentat zum Opfer.
- 1934–1945 war Puyi nominell Kaiser („von Japans Gnaden“) des von Japan besetzten und abhängigen, formal aber unabhängigen Mandschukuo.